# Yves Morin
Pour les articles homonymes, voir Morin.
Yves Morin, né le 28 novembre 1929 à Québec et mort dans la même ville le 4 juin 2024, est un médecin cardiologue, professeur, écrivain et homme politique canadien.

## Biographie
Né le 28 novembre 1929 à Québec, Yves Morin obtient un baccalauréat ès arts en 1948 et un doctorat en médecine de l'Université Laval en 1953.
Il est tour à tour professeur de médecine et doyen de la Faculté de médecine de l'Université Laval, directeur de l'Institut de cardiologie de Québec et directeur du service de cardiologie de l'Hôtel-Dieu de Québec.
Il est nommé au Sénat du Canada en 2001 sur recommandation du premier ministre d'alors, Jean Chrétien. Il y siège jusqu'à l'âge de retraite obligatoire en 2004.
En octobre 2011, Yves Morin publie son premier roman, « Les Cœurs tigrés »,, roman historique dont l’action se déroule de façon concomitante à deux moments distincts de l’histoire de l’Hôtel-Dieu de Québec, 1665 et 1965. « En 1965, un jeune cardiologue de l’Hôtel-Dieu doit faire face à une nouvelle maladie mortelle qui sévit uniquement à Québec. En 1665, Jean de Bonamour, premier médecin à pratiquer en Nouvelle-France, affronte des cas d’hydropisie sévère dont il ignore l’origine. En juxtaposant deux moments distincts de l’histoire et en s’inspirant de la controverse liée à la bière Dow, Yves Morin signe un roman historique efficace aux allures de thriller médical où l’on suit en parallèle les difficultés que connaissent les deux médecins à trois siècles d’intervalle ».
« Les Cœurs tigrés » figure sur la liste des douze meilleurs livres de langue française de l’année 2011 établie par le journal Le Soleil,. Le roman se mérite le Prix de création littéraire Bibliothèque de Québec-Salon international du livre de Québec 2012 et il est finaliste du Prix des abonnés du Réseau des bibliothèques de la Ville de Québec.
Yves Morin meurt à Québec le 4 juin 2024 à l'âge de 94 ans.

## Distinctions
- 1991 : officier de l'Ordre du Canada
- 1994 : officier de l'Ordre national du Québec
- 1997 : Médaille Gloire de l'Escolle
- Chevalier de l'Ordre national du Mérite (France)[10],[11]
- Fellow du Collège royal des médecins et chirurgiens du Canada
- Fellow de l'American College of Cardiology
- Fellow de l'American College of Medecine

## Œuvres

### Roman
Yves Morin, Les Cœurs tigrés, Québec, Septentrion, coll. « Hamac classique », 2011, 452 p.

### Ouvrages/Articles scientifiques
Le Dr Morin a publié plusieurs livres et articles dans le domaine de la cardiologie (la liste partielle ci-après est tirée de sa Fiche parlementaire alors qu'il était sénateur :

#### Livres
- « Le traitement thrombolytique de l'infarctus du myocarde », Québec : Ministère de la santé et des services sociaux, 1995, 31 p.
- « Thésaurus cardiovasculaire », Morin, Yves et Marcel Cliche, Québec : Presses de l'Université Laval, 1970, 295 p.

#### Articles
- « Arterial hypertension considered from an essentially practical angle », Laval médical, 32:69-74 juin 1961.
- « Medicine in the year 2000: attempt at proba-diction », L’union médicale du Canada, 101(10):2059-62 oct. 1972.
- « Medicine's scientific dimension », L’union médicale du Canada, 103(3):411-2 mars 1974.
- « Scientific medicine (or the clinician in search of truth) », Laval médical, 3:348-50 mars 1961.
- « Study of short-term anticoagulant therapy in myocardial infarct. Introductory statement », Laval médical, 37(6):689-91 juin 1966.
- « The future of university health centers », L’union médicale du Canada, 102(3):535-7 mars 1973.
- « Treatment of congestive heart failure: new concepts », Canadian Journal of Cardiology, 2(3):132-3 May-June 1986.
- « Considérations sur l'hypercholestérolémie », L'union médicale du Canada, 119(2):90 mars-avril 1990.
- « Coronary artery disease: hemodynamic and metabolic aspects », Transactions of the Association of Life Insurance Medical Directors of America, 53:61-7 1970.
- « Quebec beer-drinkers' cardiomyopathy: hemodynamic alterations », Canadian Medical Association Journal, 97(15):901-4 Oct. 7, 1967.
- « Le sport et le cœur »,  L'union médicale du Canada, 114 (6):503-506S.q. juin 1985.
- « Arterial hypertension considered from an essentially practical angle », Laval médical, 32:69-74 juin 1961.
- « Medicine's scientific dimension », L’union médicale du Canada, 103(3):411-2 mars 1974.
- « Scientific medicine (or the clinician in search of truth) », Laval médical, 3:348-50 mars 1961.
- « The future of university health centers », L’union médicale du Canada, 102(3):535-7 mars 1973.